# Scorpioteleia
Scorpioteleia is een geslacht van vliesvleugelige insecten uit de familie Diapriidae.

## Soorten
- S. cebes (Nixon, 1957)
- S. gracilicornis (Kieffer, 1910)
- S. luteipes Kieffer, 1910